# Senec (distrito)
O Distrito de Senec (em eslovaco Okres Senec) é uma unidade administrativa da Eslováquia Ocidental, situado na região de Bratislava, com 51.825 habitantes (em 2001) e uma superfície de 360,63 km². 
Limita ao norte com o distrito de Pezinok, ao oeste com os distritos de Bratislava II, Bratislava III e Bratislava V assim como ao sul e ao este com os distritos de Galanta e Dunajská Streda, na região de Trnava.

## Demografia
| Ano:        | 1994   | 2004   | 2014    | 2024    |
| ----------- | ------ | ------ | ------- | ------- |
| Broj ljudi: | 50 299 | 54 747 | 75 001  | 106 951 |
| Razlika:    |        | +8,84% | +36,99% | +42,59% |

| Ano:               | 2023    | 2024    |
| ------------------ | ------- | ------- |
| Número de pessoas: | 105 075 | 106 951 |
| Diferença:         |         | +1,78%  |

## Cidades
- Senec

## Municípios
| - Bernolákovo - Blatné - Boldog - Čataj - Dunajská Lužná - Hamuliakovo - Hrubá Borša - Hrubý Šúr - Hurbanova Ves | - Chorvátsky Grob - Igram - Ivanka pri Dunaji - Kalinkovo - Kaplná - Kostolná pri Dunaji - Kráľová pri Senci - Malinovo - Miloslavov | - Most pri Bratislave - Nová Dedinka - Reca - Rovinka - Tomášov - Tureň - Veľký Biel - Vlky - Zálesie |